# Elektro Gorenjska
Elektro Gorenjska je energetsko distribucijsko podjetje, ki se ukvarja z distribucijo električne energije v Sloveniji. Sedež podjetja je v Kranju.
Predsednik uprave je dr. Ivan Šmon, medtem ko je predsednik nadzornega sveta mag. Samo Logar.

## Zgodovina
Podjetje je bilo ustanovljeno 19. julija 1963 in leta 1998 je bila reorganizirano v "delniško družbo z večinskim državnim deležem".